# Silberhornstraße (métro de Munich)
Silberhornstrasse (en allemand : U-Bahnhof Silberhornstrasse) est une station des lignes U2, U7 et U8 du métro de Munich, dans les secteurs d'Obergiesing.

## Situation sur le réseau

Plan du métro (2020).

## Histoire
La station ouvre le 18 octobre 1980 comme station de la ligne U2. Le 12 décembre 2011, elle est une station de la ligne 7, une ligne de renforcement qui ne circule qu'aux heures de pointe. La station n'a pas de piliers, ce qui en fait l'une des premières stations de métro sans pilier. Les murs de la voie arrière sont revêtus de grands panneaux muraux orange, le sol est recouvert de galets d'Isar et le plafond en porte-à-faux avec deux (auparavant trois) bandes lumineuses est recouvert de lattes en aluminium.

## Services aux voyageurs

### Accès et accueil
À l'extrémité ouest de la plate-forme, des escaliers et un ascenseur mènent à un portique d'accès au croisement Tegernseer Landstraße/Deisenhofener Straße. De plus, on accède à la Herzogstandstraße via la mezzanine.

### Intermodalité
La station est en correspondance avec la ligne de tramway 15/25 vers Grünwald et la ligne d'omnibus X30 en direction de la gare de Munich-Est ou de Harras.